# Élections locales britanniques de 2010 à Londres
Les élections locales britanniques de 2010 ont lieu le 6 mai 2010 en Angleterre. À Londres, 1 861 conseillers d'arrondissement sont à élire.
Il y a aussi 3 maires à élire.

## Résultats

### Global
| Parti | Parti                 | Votes     | Votes | Votes | Conseils | Conseils | Sièges | Sièges |
| Parti | Parti                 | Voix      | %     | +/-   | Élus     | +/-      | Élus   | +/-    |
| ----- | --------------------- | --------- | ----- | ----- | -------- | -------- | ------ | ------ |
|       | Parti travailliste    | 1 213 983 | 32,5  | +4,6  | 17       | +10      | 875    | +191   |
|       | Parti conservateur    | 1 184 352 | 31,7  | -3,2  | 11       | -3       | 717    | -68    |
|       | Libéraux-démocrates   | 835 217   | 22,4  | +1,7  | 2        | -1       | 246    | -70    |
|       | Parti vert            | 248 175   | 6,6   | -1,3  | 0        | =        | 2      | -10    |
|       | Autres                | 251 562   | 6,8   | -1,8  | 0        | =        | 21     | -43    |
|       | Conseil sans majorité |           |       |       | 2        | -6       |        |        |
| Total | Total                 |           |       |       | 32       | 32       | 1 861  | 1 861  |

### Par arrondissement

Résultats à Londres.

| Conseil                | Majorité sortante | Majorité sortante | Majorité élue | Majorité élue |
| ---------------------- | ----------------- | ----------------- | ------------- | ------------- |
| Barking and Dagenham   |                   | Travailliste      |               | Travailliste  |
| Barnet                 |                   | Conservateur      |               | Conservateur  |
| Bexley                 |                   | Conservateur      |               | Conservateur  |
| Brent                  |                   | Sans majorité     |               | Travailliste  |
| Bromley                |                   | Conservateur      |               | Conservateur  |
| Camden                 |                   | Sans majorité     |               | Travailliste  |
| Croydon                |                   | Conservateur      |               | Conservateur  |
| Ealing                 |                   | Conservateur      |               | Travailliste  |
| Enfield                |                   | Conservateur      |               | Travailliste  |
| Greenwich              |                   | Travailliste      |               | Travailliste  |
| Hackney                |                   | Travailliste      |               | Travailliste  |
| Hammersmith and Fulham |                   | Conservateur      |               | Conservateur  |
| Haringey               |                   | Travailliste      |               | Travailliste  |
| Harrow                 |                   | Conservateur      |               | Travailliste  |
| Havering               |                   | Conservateur      |               | Conservateur  |
| Hillingdon             |                   | Conservateur      |               | Conservateur  |
| Hounslow               |                   | Sans majorité     |               | Travailliste  |
| Islington              |                   | Sans majorité     |               | Travailliste  |
| Kensington and Chelsea |                   | Conservateur      |               | Conservateur  |
| Kingston upon Thames   |                   | LibDem            |               | LibDem        |
| Lambeth                |                   | Travailliste      |               | Travailliste  |
| Lewisham               |                   | Sans majorité     |               | Travailliste  |
| Merton                 |                   | Sans majorité     |               | Sans majorité |
| Newham                 |                   | Travailliste      |               | Travailliste  |
| Redbridge              |                   | Conservateur      |               | Sans majorité |
| Richmond upon Thames   |                   | LibDem            |               | Conservateur  |
| Southwark              |                   | Sans majorité     |               | Travailliste  |
| Sutton                 |                   | LibDem            |               | LibDem        |
| Tower Hamlets          |                   | Travailliste      |               | Travailliste  |
| Waltham Forest         |                   | Sans majorité     |               | Travailliste  |
| Wandsworth             |                   | Conservateur      |               | Conservateur  |
| Westminster            |                   | Conservateur      |               | Conservateur  |

### Maires
| Municipalité | Maire sortant | Maire sortant | Maire sortant | Maire élu     | Maire élu | Maire élu    |
| ------------ | ------------- | ------------- | ------------- | ------------- | --------- | ------------ |
| Hackney      | Jules Pipe    |               | Travailliste  | Jules Pipe    |           | Travailliste |
| Lewisham     | Steve Bullock |               | Travailliste  | Steve Bullock |           | Travailliste |
| Newham       | Robin Wales   |               | Travailliste  | Robin Wales   |           | Travailliste |